# Érythrée aux Jeux olympiques d'été de 2000
La délégation de l'Érythrée aux Jeux olympiques d'été de 2000, à Sydney en Australie, est constituée de trois athlètes concourant dans une discipline aux Jeux. Il s'agit de leur première apparition à des Jeux olympiques d'été, tout comme les États fédérés de Micronésie, les Palaos et le Timor oriental, sept ans après leur indépendance et un an après la reconnaissance du Comité olympique de l'Érythrée par le Comité international olympique. Le comité national olympique de l'Érythrée n'a bénéficié d'aucune invitation, contrairement aux États fédérés de Micronésie et aux athlètes individuels timorais, ses athlètes ayant réussi à se qualifier pour participer aux Jeux olympiques. Aucun des Érythréens n'a passé le stade des séries. La délégation n'a remporté aucune médaille lors de ces Jeux.

## Contexte
Le 25 mai 1993, l'Érythrée obtient son indépendance de l'Éthiopie. Le Comité national olympique de l'Érythrée est créé en 1996 mais ne sera reconnu qu'en 1998 de manière non-officieuse ce qui ne permet pas aux athlètes de participer aux Jeux olympiques d'été de 1996 à Atlanta, aux États-Unis. Ce n'est qu'en 1999 que le Comité international olympique reconnait officiellement le Comité érythréen. Les Jeux de 1996 sont les seuls où les athlètes érythréens n'ont pas concourus depuis les Jeux olympiques d'été de 1956 de Melbourne, en Australie. En effet, de ces Jeux aux Jeux olympiques d'été de 1992 de Barcelone en Espagne, les athlètes érythréens concourraient sous la bannière éthiopienne.

## Composition de la délégation
Les trois athlètes participant à ces Jeux sont Bolota Asmerom, Nebiat Habtemariam et Yonas Kifle, tous en athlétisme. La plus jeune athlète de la délégation est l'athlète Nebiat Habtemariam, âgée de 21 ans, et le plus vieil athlète, Yonas Kifle, âgé de 22 ans. C'est l'une des délégations les plus jeunes avec celle de la Croatie.
Un athlète américano-érythréen a choisi de concourir avec la délégation des États-Unis. Meb Keflezighi est ainsi le quatrième érythréen des Jeux et a fait le bonheur des amateurs de sport en Érythrée.

## Cérémonie d'ouverture

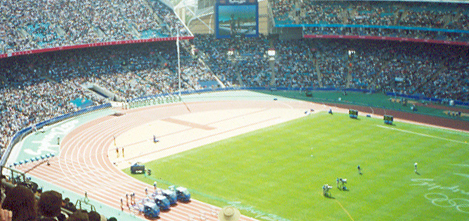
Stadium Australia, lieu de la cérémonie d'ouverture et des épreuves d'athlétisme.

La cérémonie d'ouverture se déroule le 15 septembre 2000 au Stadium Australia de Sydney. Nebiat Habtemariam est la porte-drapeau de la délégation lors du défilé des athlètes.

## Athlétisme

### Présentation des athlètes
Bolota Asmeron, né le 12 octobre 1978 à Asmara, Nebiat Habtemariam, née le 29 décembre 1978 à Adi Kinzinab et Yonas Kifle, né le 5 novembre 1977 à Adi Bilay, concourent respectivement sur le 5 000 m masculin, le 5 000 m féminin et le 10 000 m masculin.
Bolota Asmeron participe aux Mt. SAC Relays de 1999 qui se déroulent mi-avril à Walnut, en Californie. Il termine 14e de la finale du 5 000 m masculin. Un an plus tard, il participe à l'édition de 2000 à Walnut, en Californie, et termine 3e de la finale du 5 000 m masculin. Quelques mois après les Jeux, il obtient la nationalité américaine et renonce à sa nationalité érythréenne.
Nebiat Habtemariam participe aux Championnats du monde d'athlétisme 1997 qui se déroulent début août à Athènes, en Grèce. Elle termine 19e de son groupe au 5 000 m féminin. Deux ans plus tard, elle participe aux Championnats du monde d'athlétisme 1999 qui se déroulent à Séville, en Espagne, et termine à la même place pour la même épreuve qu'à sa précédente participation à Athènes. Deux semaines plus tard, elle prend part aux Jeux africains de 1999 qui se déroulent mi-septembre à Johannesbourg, en Afrique du Sud. Elle participe aux finales des épreuves du 5 000 et 10 000 m féminin et termine respectivement 13e et 7e. Quelques mois avant les Jeux olympiques d'été de 2000, elle participe aux Championnats du monde de cross-country 2000 qui se déroulent le 18 mars à Vilamoura, au Portugal. Elle termine 82e de la finale du cross long féminin.
Yonas Kifle est, des trois athlètes, celui qui a eu les meilleurs résultats dans différentes compétitions avant les Jeux et celui qui aura le plus de succès après les Jeux, remportant deux médailles de bronze aux Jeux africains et aux Championnats du monde du semi-marathon. Il participe aux Championnats du monde d'athlétisme en salle 1999 qui se déroulent début mars à Maebashi, au Japon. Il termine 13e de la finale du 3 000 m masculin. Tout comme Nebiat, il participe aux Championnats du monde d'athlétisme 1999 et aux Jeux africains 1999 et termine respectivement 13e de son groupe au 5 000 m masculin pour les premiers championnats et 10e et 11e aux finales du 10 000 et 5 000 m masculin. En 2000, quelques mois avant les Jeux, il participe également, comme Nebiat, aux Championnats du monde de cross-country 2000. Il termine 61e de la finale du cross long masculin. Un mois avant le rendez-vous à Sydney, il termine premier de la finale d'une épreuve du 10 000 m à Hambourg, en Allemagne.

### Résultats
Bolota Asmeron participe le 27 septembre à la deuxième série du 5 000 m masculin. Avec un temps de 14 min 15 s 26, il se classe à la 16e place de la série, derrière de burundais Vénuste Niyongabo et devant le népalais Gyan Bahadur Boharaet, et à la 32e place de l'épreuve, derrière l'espagnol Alberto García et devant le portugais Hélder Ornelas, et ne parvient pas à se qualifier. La série est remportée par l'algérien Ali Saïdi-Sief en 13 min 29 s 34 qui se qualifie pour le stade suivant avec ses cinq poursuivants. L'éthiopien Million Wolde remporte la finale du 5 000 m masculin.
Nebiat Habtemariam participe le 22 septembre à la première série du 5 000 m féminin, soit la même épreuve que Bolota mais pour les femmes. Avec un temps de 16 min 30 s 41, elle obtient le nouveau record national pour le 5 000 m féminin mais ne se classe qu'à l'avant-dernière place de sa série, derrière l'argentine Elisa Cobañea et devant l'iraquienne Maysa Hussain Matrood. Pour le classement général de l'épreuve, elle se classe à la 44e place sur les quarante-neuf du départ sur cinquante, la tanzanienne Restituta Joseph n'ayant pas démarrée, derrière la hong-kongaise Maggie Chan Man Yee et devant la burundaise Diane Nukuri. Elle ne parvient pas à se qualifier. La série est remportée par l'irlandaise Sonia O'Sullivan en 15 min 07 s 91 qui se qualifie pour le stade suivant avec ses quatre poursuivantes. La roumaine Gabriel Szabo remporte la finale du 5 000 m féminin et obtient un nouveau record olympique.
Yonas Kifle, quant à lui, participe, lui aussi le 22 septembre, à la deuxième série du 10 000 m masculin. Avec un temps de 28 min 08 s 59, il se classe à la 14e place de la série, derrière le chilien Mauricio Díaz et devant le canadien Jeff Schiebler, et à la 20e place générale, trois places derrière la dernière qualification, derrière l'algérien Samir Moussaoui et devant l'Américain Abdihakem Abdirahman, et ne parvient pas à se qualifier. Cependant, il obtient un nouveau record national grâce à son temps. La série est remportée par l'éthiopien Girma Tolla en 27 min 44 s 01 qui se qualifie pour le stade suivant avec ses onze poursuivants. L'éthiopien Haile Gebrselassie remporte la finale du 10 000 m masculin.
| Athlète            | Épreuve  | Séries         | Séries | Quarts de finale | Quarts de finale |
| Athlète            | Épreuve  | Résultat       | Rang   | Résultat         | Rang             |
| ------------------ | -------- | -------------- | ------ | ---------------- | ---------------- |
| Bolota Asmeron     | 5 000 m  | 14 min 15 s 26 | 32     | Pas qualifié     | Pas qualifié     |
| Nebiat Habtemariam | 5 000 m  | 16 min 30 s 41 | 44     | Pas qualifiée    | Pas qualifiée    |
| Yonas Kifle        | 10 000 m | 28 min 08 s 59 | 20     | Pas qualifié     | Pas qualifié     |